# 傅家选
傅家选（1909年—1995年），中国人民解放军将领、中国人民解放军开国少将。
曾任中国人民解放军总后勤部生产部部长。1955年，授予中国人民解放军少将。